# Craspedolepta intricata
Craspedolepta intricata är en insektsart som beskrevs av Loginova 1962. Craspedolepta intricata ingår i släktet Craspedolepta och familjen rundbladloppor. Inga underarter finns listade i Catalogue of Life.